# George Ledwell Taylor
Ledwell George Taylor (1788 - 1873) fue un arquitecto y terrateniente que vivía en Londres. 
Diseñó la Capilla Garrison, Pembroke Dock, y el Castillo de Hadlow, en Kent. 
También sugirió el nombre de Trafalgar Square. 
Fue responsable de una multa conjunto de plantas, de la Real arsenales de Inglaterra y las Colonias. También diseñó las puertas de la esclusa y del canal a la Laguna del mástil en el Astillero Real de Deptford.
- Datos: Q3760567
- Multimedia: George Ledwell Taylor / Q3760567